# Hedydipna
Hedydipna là một chi chim trong họ Nectariniidae.